# Peter Hedlund
Jan-Peter Mikael "Puma" Hedlund, född 23 juni 1957 i Raus församling, Malmöhus län, är en svensk nyckelharpsspelman. Efter att ha inspirerats av Eric Sahlström började Hedlund spela nyckelharpa 1971. Han erhöll 1975 Zornmärket i silver och kunde i och med det titulera sig riksspelman. Han spelade i många år med Norrtelje Elitkapell men har också gjort ett antal soloalbum och tre instruktions-DVD för nyckelharpa. Hedlund har också vunnit två så kallade VM-titlar i nyckelharpa, men deltar numera endast som jurymedlem.
Sedan 90-talet turnerar han årligen i bland annat Irland, Danmark och USA, där han även leder kurser i svensk folkmusik. Hedlund har även medverkat i ett antal radio- och TV-program, både i Sverige och utomlands, liksom på ett stort antal LP- och CD-skivor.
Peter ”Puma” Hedlund nämns som en ambassadör för nyckelharpan för att han utbildar nya musiker och för att ha spelat i andra musikstilar utanför folkmusiken. Hedlund har bland andra spelat med Radiosymfonikerna, Alice Babs och Tore Skogman. 
Vid 2010 års riksspelmansstämma i den uppländska kyrkbyn Tensta tilldelades Hedlund Zornmärket i guld, landets mest prestigefyllda folkmusikutmärkelse.
Hedlund är sedan flera decennier bosatt i Iste utanför Bollnäs.